# Difficile est satiram non scribere
 Difficile est satiram non scribere лат. (изговор: дифициле ест сатирам нон скрибере). Тешко је не писати сатиру. (Јувенал)

## Поријекло изреке
Ову изреку је изрекао у првом вијеку нове ере  римски пјесник  и сатиричар  Јувенал.

## Тумачење
Људске глупости су тако честе да је тешко не наругати им се. А то јесте сатира. Сатира је неизбјежна.